# Resisting Enemy Interrogation
Resisting Enemy Interrogation ist ein US-amerikanischer Spielfilm aus dem Jahr 1944, der als Lehrfilm für die US-Armee konzipiert wurde.

## Handlung
Ein deutsches Kriegsgefangenenlager für feindliche Luftwaffenbesatzungen erhält fünf neue Gefangene: den verwundeten Piloten Cole, den Flugkommandanten Captain Spencer, den Copilot First Lieutenant Williams, den jungen und verängstigten Cooper und den Flugingenieur Sergeant Mason. Die Amerikaner sind mit ihrem Bomber während ihrer Mission über Italien abgestürzt und wurden gefangen genommen. Der Lagerkommandant Major von Behn ist verärgert, dass die Besatzung es geschafft hat, vor ihrer Gefangennahme alle wichtigen Unterlagen und das meiste der Ausrüstung zu zerstören. Die Deutschen wissen, dass ein Besatzungsmitglied fehlt, doch fällt es ihnen schwer, die Identität der anderen festzustellen. Nur Williams kann durch einen Zeitungsausschnitt über seinen Vater, den Gründer einer Anti-Nazi-Organisation, den er bei sich trägt, identifiziert werden.
Die Verhöre ergeben, dass Williams ein redseliger Charakter ist und Mason streng loyal zu seinem Kommandanten steht. Von Behn beabsichtigt, den Willen des schwächsten Gefangenen, Cooper, durch Einzelhaft zu brechen. Spencer gibt bei den Verhören nur seinen Namen, Rang und seine Dienstnummer an. Der deutsche Rot-Kreuz-Repräsentant Mahler will Spencer dazu bringen, einige Formulare auszufüllen, doch Spencer vermutet dahinter eine Finte.
Williams spricht mit einem Insassen, der sich als amerikanischer Offizier mit dem Namen Captain Reining ausgibt, über Coles Identität. Zur gleichen Zeit wird Cole, der im Lagerlazarett liegt, von einer deutschen Krankenschwester hereingelegt. Sie gibt sich als Naziopfer aus und kann Cole einige Informationen entlocken. Cole erzählt ihr, dass ihr Bomber von Neapel aus gestartet sei. Von Behn kann von Williams einige Informationen über die Feuerkraft des abgestürzten Bombers erfahren. Die Deutschen schließen aus den Informationen, dass ihre Feinde geplant haben, Industrieanlagen in bewohnten Gebieten anzugreifen.
Von Behn verwickelt Mason in ein Streitgespräch über die Möglichkeiten des Bombers. Mason lässt sich irreführen und verrät dem Major einige Details. Von Behn will mehr Informationen und droht, Spencer zu foltern. Mason will seinen Kameraden retten und spricht über die geplanten Missionen der Air Force, speziell über die für den folgenden Tag geplanten Starts. Williams gibt unabsichtlich die Information, dass die Bomber Brandbomben und Bomben mit Verzögerungszünder mit sich führen. Die Deutschen schließen daraus, dass die möglichen Ziele München, Belgrad oder Budapest sein könnten.
Kurz vor dem Start erkennen die Deutschen, dass das Ziel der Bomber eine Erdölraffinerie bei München sein wird. Durch die Informationen, die die Deutschen von ihren Gefangenen bekommen haben, schlägt der Luftschlag fehl, weil die deutsche Luftwaffe Kampfflieger den Bombern entgegenschicken und 28 alliierte Bomber abschießen kann.

## Auszeichnungen
1945 wurde der Film in der Kategorie Bester Dokumentarfilm für den Oscar nominiert.

## Hintergrund
Der Film wurde von der First Motion Picture Unit der US-Armee produziert. Er hatte seine Premiere im August 1944 in New York.
Harold Medfords Drehbuch ist auch die Grundlage für das Kriegsdrama Target Unknown von George Sherman, das 1951 inszeniert wurde.